# Pitkäsaari (ö i Finland, Södra Karelen, Imatra, lat 61,48, long 29,18)
Pitkäsaari är en ö i Finland. Den ligger i sjön Sarajärvi och i kommunen Rautjärvi i den ekonomiska regionen  Imatra ekonomiska region  och landskapet Södra Karelen, i den sydöstra delen av landet, 270 km nordost om huvudstaden Helsingfors. Öns area är 1,3 hektar och dess största längd är 420 meter i nord-sydlig riktning.